# João Carlos Wanderley
João Carlos Wanderley (Assu, 25 de julho de 1811 — Natal, 2 de março de 1899) foi um político brasileiro.
Foi presidente das províncias do Rio Grande do Norte, de 9 de outubro a 5 de dezembro de 1847, de 31 de março a 29 de abril de 1848, de 25 de novembro de 1848 a 24 de fevereiro de 1849, e de 15 de março a 6 de maio de 1850.